# HGC019
HGC019 ويُعرف أيضًا باسم إتش جي سي019، هو لقاح مرشح ضد مرض فيروس كورونا، تعمل شركة «جينوفا بيوفارماسوتيكالز» الهندية على تطويره وإنتاجه بتقنية تلقيح الرنا بالتعاون مع شركة «إتش.دي.تي بيوكوربوريشن» الأمريكية، وهو مخصص للإعطاء عن طريق الحقن العضلي.